# Maina II
Maina II (Maina 2) ist ein osttimoresischer Suco im Verwaltungsamt Lautém (Gemeinde Lautém).
Die ebenfalls zum Verwaltungsamt Lautém gehörenden Ort und Suco Maina I liegen nordöstlich von Maina II.

## Geographie

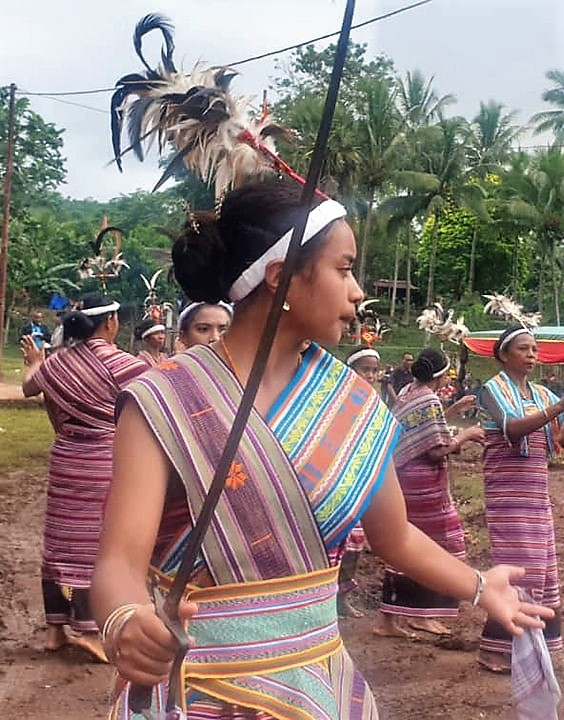
Begrüßungstanz in Laicara

Maina II liegt im südlichen Zentrum des Verwaltungsamts Lautém. Wie Maina I hat es im Gegensatz zu den anderen Sucos des Verwaltungsamts keinen Zugang zum Meer. Im Nordosten liegt der Suco Baduro und im Nordwesten die Sucos Serelau und Daudere. Der Fluss Raumoco bildet den Großteil der Südwestgrenze zum Verwaltungsamt Luro mit seinen Sucos Wairoque, Cotamutu und Luro. Jenseits des Flusses Malailada, liegt das Verwaltungsamt Lospalos mit seinen Sucos Home, Leuro und Cacavei. An der Südspitze von Maina II teilt sich der Malailada in seine beiden Quellflüsse. Sie umspülen westlich und östlich die Nordspitze des Verwaltungsamts Iliomar und seinem Suco Fuat. Im Norden von Maina II entspringt der Fluss Builui, der nach Westen fließt und schließlich in den Raumoco mündet. Im Zentrum liegen die Berge des Monte Laleno, die bis 696 m ansteigen. Hier entspringt auch der Fluss Roumoco, der ebenfalls nach Westen in den Raumoco fließt. Vor der Gebietsreform 2015 hatte Maina II eine Fläche von 61,27 km². Nun sind es 65,37 km², da die Grenzen zu Daudere, Serelau und Baduro verschoben wurden.

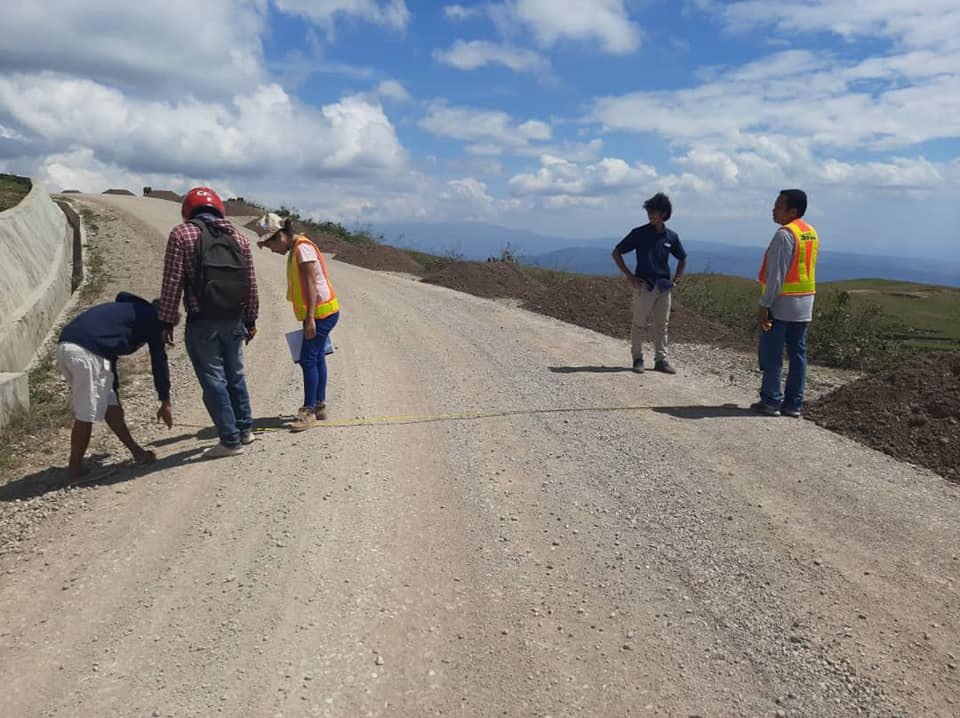
Straßenbau in Maina II (2020)

Der Ort Maina II liegt auf einer Meereshöhe von 336 m. Er liegt im Nordosten des Sucos. Zusammen mit den direkt benachbarten Orten Cirata, Codo und Lereira bildet Maina II ein Siedlungszentrum. Hier gibt es zwei Grundschulen und eine medizinische Station.
Im äußersten Norden des Sucos liegt der Ort Laicara (Laikara). Südlich der Monte Laleno liegt im Südwesten des Sucos das Dorf Tamaro Lama. Im äußersten Süden von Maina II befindet sich das Dorf Ailarino, das auch über eine Grundschule verfügt. Für die Orte Queduloro (Keduluro) und Lereado gibt es unterschiedliche Angaben über ihre Lage. Einerseits sollen sie direkt zum Siedlungszentrum Maina II gehören, andererseits soll Queduloro etwas weiter westlich und Lereado nordwestlich von Maina II liegen.
In Maina II befinden sich die fünf Aldeias Codo, Lereado, Lereira, Oirata und Queduloro.

## Einwohner
Der Suco Maina II hat 1.672 Einwohner (2022), davon sind 807 Männer und 865 Frauen. Im Suco gibt es 306 Haushalte. Fast 80 % der Einwohner geben Fataluku als ihre Muttersprache an. Fast 12,5 % sprechen Sa’ane, über 6 % Makasae, Minderheiten Tetum Prasa.

## Politik
Bei den Wahlen von 2004/2005 wurde Faustino Fernandes zum Chefe de Suco gewählt und 2009 in seinem Amt bestätigt. Bei den Wahlen 2016 gewann Marcelo D. Cristovão.